# Sân bay Chipinge
Sân bay Chipinge (IATA: CHJ) là một sân bay ở Chipinge, Zimbabwe.